# Diecezja Daming
Diecezja Daming (łac. Dioecesis Tamimensis, chiń. 天主教大名教区) – rzymskokatolicka diecezja ze stolicą w Daming w prefekturze miejskiej Handan, w prowincji Hebei, w Chińskiej Republice Ludowej. Biskupstwo jest sufraganią archidiecezji pekińskiej.

## Historia
11 marca 1935 papież Pius XI bullą Catholicae fidei erygował prefekturę apostolską Daming. Dotychczas wierni z tych terenów należeli do wikariatu apostolskiego Xianxian (obecnie diecezja Xianxian).
10 lipca 1947 prefektura apostolska Daming została podniesiona do rangi diecezji.
Od zwycięstwa komunistów w chińskiej wojnie domowej w 1949 diecezja, podobnie jak cały prześladowany Kościół katolicki w Chinach, nie może normalnie działać.
Obecnie rząd chiński uznaje tylko jedną diecezję w prefekturze miejskiej Handan ze stolicą w Yongnian. Patriotyczne Stowarzyszenie Katolików Chińskich nigdy nie mianowało swojego biskupa Damingu.

## Ordynariusze

### Prefekt apostolski
- Nicolaus Szarvas SI[1] (1936 - 1947)

### Biskupi
- sede vacante (być może urząd sprawował biskup(i) Kościoła podziemnego) (1947 - 1989)
  - o. Gaspar Lischerong SI[1] (1947 - 1972 de facto do 1952) administrator apostolski
- Simon An Shi’en (1989 - 2002)
- sede vacante (być może urząd sprawuje biskup Kościoła podziemnego) (2002 - nadal)